# Festival de la Canción de Eurovisión 1988
El XXXIII Festival de la Canción de Eurovisión se celebró el 30 de abril de 1988 en el pabellón Simmonscourt de la Royal Dublin Society, en la capital de la República de Irlanda. La ganadora fue la aún desconocida cantante canadiense Céline Dion, quien en representación de Suiza se impuso en ultimísimo momento, y después de una de las votaciones más reñidas de la historia de Eurovisión, a Scott Fitzgerald, representante del Reino Unido. Se trataba de la primera victoria de Suiza desde que el país ganara la primera convocatoria del certamen en la primavera de 1956, organizada por la misma televisión suiza. El tema "Ne partez pas sans moi", con letra de Nella Martinetti y música de Atilla Şereftuğ, sigue siendo, a día de hoy, el último en lengua francesa en hacerse con el Gran Premio.
La organización del Festival, a cargo en esta ocasión de la televisión pública irlandesa RTÉ, confió, por primera vez desde 1979, las labores de conducción del programa a dos profesionales en vez de a uno, como había venido siendo habitual en la década de los ochenta. De este modo, el periodista y presentador Pat Kenny y la entonces modelo y presentadora Michelle Rocca ejercieron, a ratos conjuntamente, a ratos por separado, de conductores de esta edición, que presentó algunas novedades con respecto a las anteriores.
La RTÉ, siguiendo la estela de su predecesora, la televisión belga francófona RTBF, hizo derroche de los adelantos tecnológicos de la época para ofrecer un gran espectáculo televisivo. Para ello, depositó la dirección del programa en manos de Declan Lowney, un joven productor de apenas veintiocho años de edad, con experiencia en programas juveniles y conciertos a gran escala. El escenario, que en un primer momento daba la impresión de estar suspendido en el aire, fue en su día calificado de "espectacular". Se trataba de una plataforma dividida en cuadrículas, cuyas líneas eran tubos de neón que iban cambiando de color en función de la canción en concurso y que, gracias en parte a una cuidada realización, conferían más profundidad y mayores dimensiones de las que en realidad tenían. Estaba, además, flanqueado a lado y lado por dos grandes pantallas de vídeo que proyectaban de manera dinámica imágenes del logotipo y del artista en escena. Estas dos pantallas sirvieron a su vez de marcador durante el tiempo de las votaciones, en la que supuso una de las innovaciones más notables de esta edición, al tratarse del primer marcador diseñado por ordenador en la historia del certamen. 
El intermedio fue amenizado por la banda de rock irlandesa Hothouse Flowers con el tema "Don't go", sobre imágenes filmadas en distintas ciudades de Europa. 
El núcleo del equipo técnico de esta edición estuvo formado, además del mencionado Declan Lowney en las tareas de dirección, por Liam Miller (producción ejecutiva), Paula Farrell y Michael Grogan (escenografía) y Noel Kelehan y Bill Whelan (dirección musical). Por parte de la UER actuó como supervisor de la organización Frank Naef, quien hizo también las veces de escrutador oficial durante las votaciones.

## Países participantes

### Canciones y selección
| País y TV               | Título original de la canción          | Artista              | Proceso y fecha de selección             |
| País y TV               | Traducción al español                  | Idiomas              | Proceso y fecha de selección             |
| ----------------------- | -------------------------------------- | -------------------- | ---------------------------------------- |
| Alemania Occidental ARD | Lied für einen Freund                  | Maxi & Chris Garden  | Ein lied für Dublin 1988, 31-03-1988     |
| Alemania Occidental ARD | Canción para un amigo                  | Alemán               | Ein lied für Dublin 1988, 31-03-1988     |
| Austria ORF             | Lisa Mona Lisa                         | Wilfried             | Elección Interna                         |
| Austria ORF             | -                                      | Alemán               | Elección Interna                         |
| Bélgica BRT             | Laissez briller le soleil              | Reynaert             | Final Nacional, 27-02-1988               |
| Bélgica BRT             | Dejad brillar al Sol                   | Francés              | Final Nacional, 27-02-1988               |
| Dinamarca DR            | Ka' du se hva' jeg sa'?                | Hot Eyes             | Dansk Melodi Grand-Prix 1988, 27-02-1988 |
| Dinamarca DR            | ¿Ves lo que te decía?                  | Danés                | Dansk Melodi Grand-Prix 1988, 27-02-1988 |
| España TVE              | La chica que yo quiero (Made in Spain) | La Década Prodigiosa | Elección Interna                         |
| España TVE              | -                                      | Español              | Elección Interna                         |
| Finlandia YLE           | Nauravat silmät muistetaan             | Boulevard            | Euroviisut 1988, 13-02-1988              |
| Finlandia YLE           | Los ojos que ríen se recuerdan         | Finés                | Euroviisut 1988, 13-02-1988              |
| Francia FT2             | Chanteur de charme                     | Gérard Lenorman      | Final Nacional 1988                      |
| Francia FT2             | Cantante melódico                      | Francés              | Final Nacional 1988                      |
| Grecia ERT              | Clown                                  | Afroditi Frida       | Final Nacional, 28-03-1988               |
| Grecia ERT              | Payaso                                 | Griego               | Final Nacional, 28-03-1988               |
| Irlanda RTÉ             | Take him home                          | Jump the Gun         | National Song Contest 1988, 06-03-1988   |
| Irlanda RTÉ             | Llévatelo a casa                       | Inglés               | National Song Contest 1988, 06-03-1988   |
| Islandia RÚV            | Þú og þeir (Sókrates)                  | Beathoven            | Söngvakeppni 1988, 21-03-1988            |
| Islandia RÚV            | Vosotros y ellos (Sócrates)            | Islandés             | Söngvakeppni 1988, 21-03-1988            |
| Israel IBA              | Ben adam                               | Yardena Arazi        | Elección Interna                         |
| Israel IBA              | El ser humano                          | Hebreo               | Elección Interna                         |
| Italia RAI              | Ti scrivo                              | Luca Barbarossa      | Elección Interna                         |
| Italia RAI              | Te escribo                             | Italiano             | Elección Interna                         |
| Luxemburgo CLT          | Croire                                 | Lara Fabian          | Elección Interna                         |
| Luxemburgo CLT          | Señor                                  | Francés              | Elección Interna                         |
| Noruega NRK             | For vår jord                           | Karoline Krüger      | Melodi Grand Prix 1988, 26-03-1988       |
| Noruega NRK             | Por nuestra tierra                     | Noruego              | Melodi Grand Prix 1988, 26-03-1988       |
| Países Bajos NOS        | Shangri-La                             | Gerard Joling        | Nationaal Songfestival 1988, 07-03-1988  |
| Países Bajos NOS        | -                                      | Neerlandés           | Nationaal Songfestival 1988, 07-03-1988  |
| Portugal RTP            | Voltarei                               | Dora                 | Elección Interna, 07-03-1988             |
| Portugal RTP            | Volveré                                | Portugués            | Elección Interna, 07-03-1988             |
| Reino Unido BBC         | Go                                     | Scott Fitzgerald     | A Song for Europe, 25-03-1988            |
| Reino Unido BBC         | Vete                                   | Inglés               | A Song for Europe, 25-03-1988            |
| Suecia SVT              | Stad i ljus                            | Tommy Körberg        | Melodifestivalen 1988, 27-02-1988        |
| Suecia SVT              | Ciudad de luz                          | Sueco                | Melodifestivalen 1988, 27-02-1988        |
| Suiza SSR SRG           | Ne partez pas sans moi                 | Céline Dion          | Final Nacional, 06-02-1988               |
| Suiza SSR SRG           | No se vaya sin mí                      | Francés              | Final Nacional, 06-02-1988               |
| Turquía TRT             | Sufi                                   | MFÖ                  | Final Nacional 1988                      |
| Turquía TRT             | -                                      | Turco                | Final Nacional 1988                      |
| Yugoslavia JRT          | Mangup                                 | Srebrna Krila        | Pjesma Eurovizije 1988, 12-03-1988       |
| Yugoslavia JRT          | Granuja                                | Serbocroata          | Pjesma Eurovizije 1988, 12-03-1988       |

## Resultados
Tomaron parte veintiún países, después de que la televisión chipriota se retirara solo unas semanas antes de la celebración del Concurso. Al parecer, el tema seleccionado "Thimame", que había de interpretar Yiannis Dimitrou en segundo lugar, ya había participado en la preselección chipriota de 1984, por lo que su elección suponía una infracción de las normas de la UER. 
Entre los concursantes, por Luxemburgo se encontraba Lara Fabian, quien debutaba prácticamente ante el público internacional. Por su parte, la cantante israelí Yardena Arazi no era extraña al escenario de Eurovisión, pues había participado en la edición de 1976 como integrante del grupo Chocolate, Menta, Mastik, además de haber presentado la edición de 1979 junto a Daniel Pe'er. Tampoco lo era Kirsten Siggaard, quien en su tercera comparecencia en el Festival al frente de la representación danesa actuó en avanzado estado de gestación. 
| #  | País                | Intérprete(s)        | Canción                                  | Lugar | Puntos |
| -- | ------------------- | -------------------- | ---------------------------------------- | ----- | ------ |
| 01 | Islandia            | Beathoven            | «Þú og þeir (Sókrates)»                  | 16    | 20     |
| 02 | Suecia              | Tommy Körberg        | «Stad i ljus»                            | 13    | 52     |
| 03 | Finlandia           | Boulevard            | «Nauravat silmät muistetaan»             | 20    | 3      |
| 04 | Reino Unido         | Scott Fitzgerald     | «Go»                                     | 2     | 136    |
| 05 | Turquía             | MFÖ                  | «Sufi»                                   | 15    | 37     |
| 06 | España              | La Década Prodigiosa | «Made in Spain (La chica que yo quiero)» | 11    | 58     |
| 07 | Países Bajos        | Gerard Joling        | «Shangri-La»                             | 9     | 70     |
| 08 | Israel              | Yardena Arazi        | «Ben adam»                               | 7     | 85     |
| 09 | Suiza               | Céline Dion          | «Ne partez pas sans moi»                 | 1     | 137    |
| 10 | Irlanda             | Jump the Gun         | «Take him home»                          | 8     | 79     |
| 11 | Alemania Occidental | Maxi & Chris Garden  | «Lied für einen Freund»                  | 14    | 48     |
| 12 | Austria             | Wilfried             | «Lisa, Mona Lisa»                        | 21    | 0      |
| 13 | Dinamarca           | Hot Eyes             | «Ka' du se hva' jeg sa'?»                | 3     | 92     |
| 14 | Grecia              | Afroditi Frida       | «Clown»                                  | 17    | 10     |
| 15 | Noruega             | Karoline Krüger      | «For vår jord»                           | 5     | 88     |
| 16 | Bélgica             | Reynaert             | «Laissez briller le soleil»              | 19    | 5      |
| 17 | Luxemburgo          | Lara Fabian          | «Croire»                                 | 4     | 90     |
| 18 | Italia              | Luca Barbarossa      | «Ti scrivo»                              | 12    | 52     |
| 19 | Francia             | Gérard Lenorman      | «Chanteur de charme»                     | 10    | 64     |
| 20 | Portugal            | Dora                 | «Voltarei»                               | 18    | 5      |
| 21 | Yugoslavia          | Srebrna Krila        | «Mangup»                                 | 6     | 87     |

## Votación

### Sistema de votación
Cada país contaba con un jurado nacional compuesto por primera vez por dieciséis miembros, en lugar de once, como había venido siendo habitual. A fin de conseguir lo que debía ser un reflejo de la opinión del espectador medio europeo, el reglamento establecía que ninguno de los componentes podía tener vínculo profesional alguno con la música. Del mismo modo era preceptivo que en cada jurado estuvieran representados equitativamente ambos sexos, así como un abanico lo más amplio posible de profesiones y edades, siempre y cuando estas se encontraran entre los 16 y los 60 años, divididos a su vez en cuatro franjas de edades, o sea, 4 miembros entre 16 y 25 años, 4 miembros entre 26 y 35 años, 4 miembros entre 36 y 45 años y 4 miembros de 46 años en adelante. 
Cada miembro otorgaba a cada una de las canciones una puntuación entre 1 y 10. El secretario del jurado recopilaba y sumaba esas puntuaciones, mientras que el presidente solo actuaba en caso de empate entre dos o más canciones para desempatar a mano alzada (si el empate se mantenía, el miembro más joven del jurado se encargaba de deshacerlo) y, bajo supervisión notarial, ordenaba las diez canciones con mayor número de votos, asignando 12 puntos a la canción más votada, 10 a la segunda, 8 a la tercera, y así sucesivamente hasta 1 punto a la décima con mayor número de votos. De este modo quedaba conformada la votación definitiva que luego la persona con la función de portavoz leía públicamente por vía telefónica durante el tiempo de las votaciones. 
Aun cuando el veredicto se basara en la actuación en directo, el reglamento recogía que los jurados debían visionar con antelación el ensayo general de todas las canciones para familiarizarse con los temas en concurso.

### Jurado español
Presentado por Marta Sánchez, estuvo compuesto por el empresario Pepe Barroso, la ex Miss Europa Paquita Torres, el actor Mario Pardo, la actriz Lola Forner, el actor José Coronado, la actriz Analía Gadé, el torero Miguel Báez "El Litri", la actriz y presentadora Laura Valenzuela, el escritor Antonio de Senillosa, la modelo Cyra Toledo, el periodista José Oneto, la profesora de la UNED y esposa de Jorge Verstrynge María Vidaurreta, el actor Jorge Sanz, la actriz Emma Suárez, la bailarina Caty Arteaga y el arquitecto Jaime Adrada. Actuó como presidenta y portavoz telefónica Matilde Jarrín. El notario fue Manuel Rodríguez y el secretario fue Francisco Hortelano.

### Desarrollo de la votación
Al igual que el año anterior, Yugoslavia se posicionó en cabeza en la primera votación, pero pronto perdió el liderato en favor de Suiza. Tras la tercera votación, en que Luxemburgo lideraría momentáneamente el marcador, Céline Dion, en representación de Suiza, se mantuvo primera hasta el turno doce, en que Scott Fitzgerald, del Reino Unido, la adelantó. A partir de ese momento, ambos entablarían una reñida carrera, que daría ventaja a la canción británica. Tras la votación del jurado portugués, penúltimo en emitir su voto, el margen entre ambos países era de solo cinco puntos, a favor del Reino Unido. El jurado de Yugoslavia concedió seis puntos a Suiza y no votó al Reino Unido, lo que permitió al país alpino hacerse por un solo punto de diferencia con su segunda victoria en Eurovisión.

### Tabla de votación
|                     |                                      | Resultados           |                         |                    |                   |                             |                   |                  |                    |                     |                    |                      |                   |                    |                    |                       |                   |                    |                     |                       |    |    |
| Bandera de Islandia | Bandera de Suecia                    | Bandera de Finlandia | Bandera del Reino Unido | Bandera de Turquía | Bandera de España | Bandera de los Países Bajos | Bandera de Israel | Bandera de Suiza | Bandera de Irlanda | Bandera de Alemania | Bandera de Austria | Bandera de Dinamarca | Bandera de Grecia | Bandera de Noruega | Bandera de Bélgica | Bandera de Luxemburgo | Bandera de Italia | Bandera de Francia | Bandera de Portugal | Bandera de Yugoslavia |    |    |
| Participantes       | Islandia                             |                      | 1                       | 0                  | 0                 | 0                           | 0                 | 4                | 0                  | 0                   | 0                  | 0                    | 0                 | 4                  | 0                  | 0                     | 0                 | 0                  | 1                   | 2                     | 8  | 0  |
| Participantes       | Suecia                               | 3                    |                         | 0                  | 2                 | 0                           | 0                 | 8                | 0                  | 0                   | 5                  | 0                    | 0                 | 8                  | 0                  | 12                    | 1                 | 3                  | 10                  | 0                     | 0  | 0  |
| Participantes       | Finlandia                            | 0                    | 0                       |                    | 0                 | 0                           | 0                 | 0                | 3                  | 0                   | 0                  | 0                    | 0                 | 0                  | 0                  | 0                     | 0                 | 0                  | 0                   | 0                     | 0  | 0  |
| Participantes       | Reino Unido                          | 1                    | 5                       | 10                 |                   | 12                          | 10                | 0                | 10                 | 5                   | 7                  | 10                   | 10                | 10                 | 6                  | 5                     | 12                | 8                  | 12                  | 0                     | 3  | 0  |
| Participantes       | Turquía                              | 0                    | 4                       | 0                  | 1                 |                             | 5                 | 1                | 8                  | 0                   | 0                  | 8                    | 0                 | 0                  | 0                  | 0                     | 0                 | 4                  | 0                   | 6                     | 0  | 0  |
| Participantes       | España                               | 2                    | 0                       | 0                  | 0                 | 5                           |                   | 0                | 2                  | 6                   | 0                  | 0                    | 8                 | 1                  | 8                  | 2                     | 6                 | 6                  | 8                   | 0                     | 0  | 4  |
| Participantes       | Países Bajos                         | 0                    | 0                       | 0                  | 6                 | 6                           | 0                 |                  | 7                  | 7                   | 2                  | 6                    | 0                 | 0                  | 12                 | 0                     | 0                 | 12                 | 5                   | 0                     | 0  | 7  |
| Participantes       | Israel                               | 6                    | 0                       | 6                  | 4                 | 0                           | 6                 | 3                |                    | 10                  | 1                  | 5                    | 2                 | 0                  | 3                  | 0                     | 10                | 5                  | 3                   | 10                    | 10 | 1  |
| Participantes       | Suiza                                | 7                    | 12                      | 5                  | 10                | 10                          | 8                 | 10               | 4                  |                     | 10                 | 12                   | 0                 | 0                  | 10                 | 8                     | 4                 | 1                  | 7                   | 1                     | 12 | 6  |
| Participantes       | Irlanda                              | 0                    | 7                       | 2                  | 3                 | 2                           | 12                | 6                | 0                  | 4                   |                    | 7                    | 6                 | 7                  | 0                  | 7                     | 5                 | 0                  | 0                   | 4                     | 5  | 2  |
| Participantes       | Alemania                             | 8                    | 0                       | 0                  | 5                 | 1                           | 3                 | 0                | 5                  | 0                   | 6                  |                      | 0                 | 6                  | 0                  | 4                     | 0                 | 0                  | 0                   | 0                     | 2  | 8  |
| Participantes       | Austria                              | 0                    | 0                       | 0                  | 0                 | 0                           | 0                 | 0                | 0                  | 0                   | 0                  | 0                    |                   | 0                  | 0                  | 0                     | 0                 | 0                  | 0                   | 0                     | 0  | 0  |
| Participantes       | Dinamarca                            | 10                   | 3                       | 4                  | 0                 | 0                           | 1                 | 12               | 6                  | 1                   | 4                  | 4                    | 12                |                    | 0                  | 10                    | 7                 | 0                  | 0                   | 12                    | 6  | 0  |
| Participantes       | Grecia                               | 0                    | 0                       | 0                  | 0                 | 3                           | 0                 | 0                | 0                  | 0                   | 0                  | 0                    | 0                 | 0                  |                    | 0                     | 0                 | 0                  | 0                   | 7                     | 0  | 0  |
| Participantes       | Noruega                              | 5                    | 8                       | 7                  | 12                | 0                           | 0                 | 7                | 1                  | 0                   | 8                  | 1                    | 3                 | 5                  | 7                  |                       | 3                 | 0                  | 4                   | 0                     | 7  | 10 |
| Participantes       | Bélgica                              | 0                    | 0                       | 0                  | 0                 | 0                           | 0                 | 0                | 0                  | 0                   | 0                  | 0                    | 0                 | 0                  | 0                  | 0                     |                   | 0                  | 0                   | 5                     | 0  | 0  |
| Participantes       | Luxemburgo                           | 4                    | 10                      | 12                 | 7                 | 0                           | 0                 | 5                | 0                  | 12                  | 12                 | 0                    | 1                 | 2                  | 2                  | 6                     | 8                 |                    | 2                   | 0                     | 4  | 3  |
| Participantes       | Italia                               | 0                    | 0                       | 8                  | 0                 | 4                           | 7                 | 0                | 0                  | 8                   | 0                  | 2                    | 5                 | 0                  | 0                  | 3                     | 0                 | 2                  |                     | 8                     | 0  | 5  |
| Participantes       | Francia                              | 0                    | 2                       | 3                  | 0                 | 8                           | 2                 | 2                | 0                  | 3                   | 0                  | 3                    | 7                 | 3                  | 5                  | 1                     | 2                 | 10                 | 0                   |                       | 1  | 12 |
| Participantes       | Portugal                             | 0                    | 0                       | 0                  | 0                 | 0                           | 4                 | 0                | 0                  | 0                   | 0                  | 0                    | 0                 | 0                  | 1                  | 0                     | 0                 | 0                  | 0                   | 0                     |    | 0  |
| Participantes       | Yugoslavia                           | 12                   | 6                       | 1                  | 8                 | 7                           | 0                 | 0                | 12                 | 2                   | 3                  | 0                    | 4                 | 12                 | 4                  | 0                     | 0                 | 7                  | 6                   | 3                     | 0  |    |
| Participantes       | LA TABLA ESTÁ ORDENADA POR APARICIÓN |                      |                         |                    |                   |                             |                   |                  |                    |                     |                    |                      |                   |                    |                    |                       |                   |                    |                     |                       |    |    |

### Máximas puntuaciones
Tras la votación los países que recibieron 12 puntos (máxima puntuación que podía otorgar el jurado) fueron:
| N. | A            | De                             |
| -- | ------------ | ------------------------------ |
| 3  | Dinamarca    | Países Bajos, Austria, Francia |
| 3  | Luxemburgo   | Finlandia, Suiza, Irlanda      |
| 3  | Reino Unido  | Turquía, Bélgica, Italia       |
| 3  | Suiza        | Suecia, Alemania, Portugal     |
| 3  | Yugoslavia   | Islandia, Israel, Dinamarca    |
| 2  | Países Bajos | Grecia, Luxemburgo             |
| 1  | Francia      | Yugoslavia                     |
| 1  | Irlanda      | España                         |
| 1  | Noruega      | Reino Unido                    |
| 1  | Suecia       | Noruega                        |

## Retransmisión de TVE
Como venía siendo habitual desde 1984, el Ente Público emitió el Festival por la Segunda Cadena. Sobre las 20.45h se procedió a la presentación del jurado español reunido en el estudio A-4 de Torrespaña, tiempo durante el cual Marta Sánchez, en su papel de presentadora, tuvo ocasión de preguntar a sus componentes más conocidos sobre temas de carácter profesional. Más tarde, algunos de ellos pudieron compartir algunas valoraciones iniciales sobre las canciones concursantes. Tras una breve pausa publicitaria, a las 21h se conectó con la capital irlandesa para dar comienzo con la retransmisión del acontecimiento. Los telespectadores españoles pudieron seguir el programa íntegramente, esto es, sin pausa publicitaria alguna. 
Por segundo año consecutivo, TVE confió las labores de comentarista a la periodista musical Beatriz Pécker, quien, además de narrar las incidencias del evento, pudo intercambiar impresiones con el jurado español al término de la retransmisión en un coloquio que se prolongó durante algo menos de veinte minutos.

## Canciones de Eurovisión en TVE
Tal y como estipulaba el reglamento de la UER, las distintas televisiones participantes debían emitir los videoclips de los temas en concurso con anterioridad a la celebración del certamen. En esta ocasión, TVE optó por emitir las canciones en un único bloque, una decisión insólita que contravenía el reglamento del Festival. Por primera vez, además, los videoclips fueron emitidos en su totalidad en la Segunda Cadena. El día y la hora elegidos fueron el viernes 22 de abril a las 18h. Durante los aproximadamente setenta minutos reservados a tal efecto, los previos de las veintiuna canciones de Eurovisión 1988 se fueron sucediendo de manera ininterrumpida según el orden en que estas intervendrían en Dublín. Cada videoclip iba precedido por su correspondiente cartel anunciador, en el que figuraba, además del país y la respectiva televisión participante, el título de la canción y el intérprete.
Por segundo año consecutivo, el Ente Público presentó la canción española al gran público en uno de sus programas estrella, Sábado noche, entonces conducido por Bibi Ándersen y Carlos Herrera. El tema "Made in Spain (La chica que yo quiero)" de La Década Prodigiosa tuvo su debut televisivo el 16 de abril, siendo este uno de los años en que el estreno de la representación de TVE en las pantallas se produjo en una fecha más próxima a la celebración del certamen. No obstante, en esas dos semanas previas al Festival, el vídeoclip apareció con regularidad a lo largo de la programación de ambos canales de TVE y la canción tuvo también amplia difusión en las distintas emisoras de radio.